# Claudia Durastanti

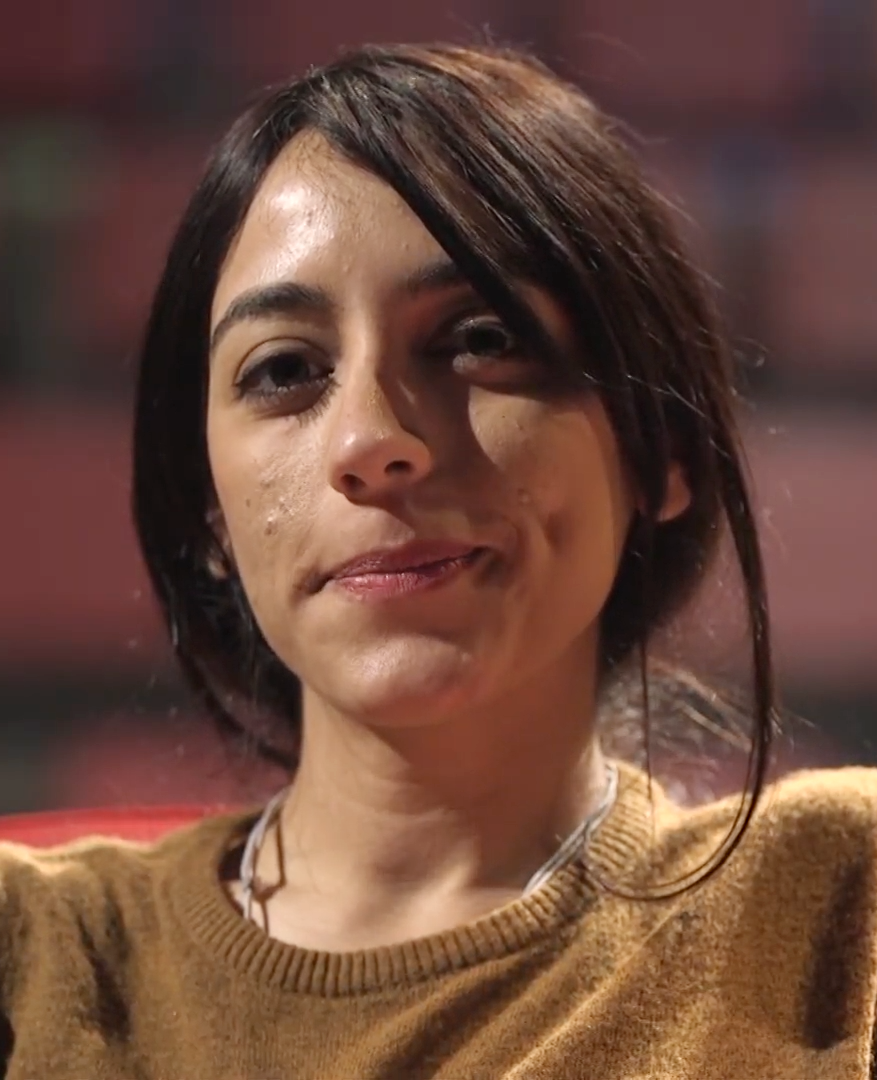
Claudia Durastanti (2017)

Claudia Durastanti (* 8. Juni 1984 in Brooklyn) ist eine italienische Schriftstellerin und Übersetzerin.

## Leben
Claudia Durastanti ist 1984 in Brooklyn geboren. Ihre italienischen Eltern waren in den 60er Jahren eingewandert. Nach der Trennung ihrer Eltern zog sie mit ihrer Mutter in ein abgelegenes Dorf in die italienische Region Basilikata.
Durastanti studierte Kulturanthropologie an der Universität La Sapienza in Rom, setzte ihr Studium an der Universität De Montfort in Leicester fort und kehrte für einen Master in Verlagswesen und Journalismus nach Rom zurück. Als Redakteurin arbeitete sie für die Turiner Buchmesse und war Mitbegründerin des Italian Festival of Literature in London. Sie war Fellow für Literaturwissenschaft an der American Academy in Rom. Durastanti schreibt für La Repubblica und Internazionale. Sie erhielt zahlreiche Preise und Auszeichnungen. Außerdem übersetzt sie aus dem Englischen.
La straniera (Die Fremde) stand auf der Shortlist für den Premio Strega, war ihr erfolgreichster Roman und wurde in zahlreiche Sprachen übersetzt.

## Werke
- Un giorno verrò a lanciare sassi alla tua finestra, Venezia, Marsilio, 2010, ISBN 978-88-317-0572-1
- A Chloe, per le ragioni sbagliate, Venezia, Marsilio, 2013, ISBN 978-88-317-1670-3
- Cleopatra va in prigione, Roma, minimum fax, 2016, ISBN 978-88-7521-745-7
- La straniera, Milano, La nave di Teseo, 2019, ISBN 978-88-9344-775-1
  - Die Fremde. Aus dem Italienischen von Annette Kopetzki. Zsolnay Verlag, Wien 2021, ISBN 978-3-552-07200-8

## Einzelnachweis
1. ↑  Francesca Polistina: Rezension zu Claudia Durastantis Roman "Die Fremde". Abgerufen am 28. März 2021.

| Personendaten    | Personendaten                                  |
| ---------------- | ---------------------------------------------- |
| NAME             | Durastanti, Claudia                            |
| KURZBESCHREIBUNG | italienische Schriftstellerin und Übersetzerin |
| GEBURTSDATUM     | 8. Juni 1984                                   |
| GEBURTSORT       | Brooklyn                                       |